# Жоао Витал
Жоао Витал (порт. João Vital; 13. јун 1998) португалски је пливач чија специјалност су појединачне трке на 400 метара мешовитим стилом.
На међународној сцени је дебитовао на светском јуниорском првенству у Сингапуру 2015. где је заузео осмо место у финалу трке на 400 мешовито. На сениорским такмичењима дебитовао је годину дана касније на светском првенству у малим базенима у канадском Виндзору где је наступио у тркама на 400 међовито и 200 леђно, али није успео да прође квалификације. 
На сениорским светским првенствима у олимпијском базену дебитовао је у Квангџуу 2019. где је наступио у трци на 400 мешовито коју је окончао на укупно 14. месту у квалификацијама. 